# Oosterparkbuurt
Die Oosterparkbuurt ist ein multikulturelles Wohnviertel im Stadtbezirk Amsterdam-Oost (Provinz Nordholland), das gegen Ende des 19. Jahrhunderts entstanden ist und im Jahr 2024 10.715 Einwohner zählte.

## Geschichte
1881 wurde mit der Ausweisung von Bauland im heutigen Stadtteil begonnen und ab 1886 der Oosterpark angelegt. Der endgültige Entwurf des Oosterpark stammte vom Landschaftsarchitekten Leonard Anthony Springer (1855–1940). An der Grenze des Oosterparks befindet sich  seit 1926 das Königliches Tropeninstitut (Koninklijke Instituut voor de Tropen), vormals „Koloniaal Instituut“ genannt.
Das Oosterparkviertel ist  in Oosterpark-West und Oosterpark-Oost aufgeteilt. Es ist ein multikulturell geprägtes Wohngebiet mit zwei Einkaufszentren in der Linnaeusstraat und dem Beukenplein, zwei Grundschulen sowie einem Gemeinschaftshaus für die Einwohner, einem Pflegeheim und zwei Spielplätzen. Die im Viertel liegenden Plätze Kastanjeplein, Eikenplein und Iepenplein wurden nach 2006 gründlich renoviert.
Begrenzt wird das Viertel durch die Wibautstraat, die Mauritskade und die  Linnaeusstraat sowie die Bahnstrecke Amsterdam – Utrecht.

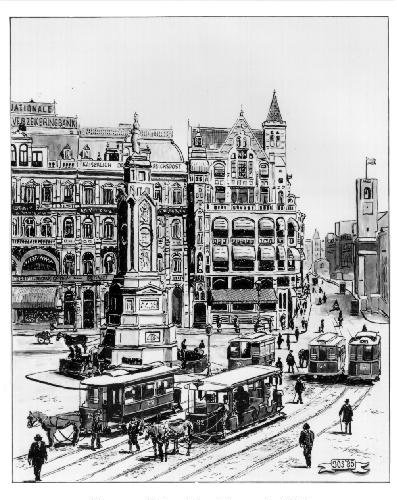
Pferdebahnen auf dem Dam

1884 fuhr die erste „Pferdestraßenbahn“ (Paardentram) zum Oosterpark, 1903 kam die erste elektrische Amsterdamer Straßenbahn Linie 9 ins Viertel und 1906 wurde die zweite Verbindung des öffentlichen Personennahverkehrs  mit der Linie  11 geschaffen. Diese wurde 1945 durch die Linie 3 ersetzt. Im Zuge einer Stadtsanierung in den 1970er Jahren wurden zahlreiche ältere Häuser abgebrochen und es entstanden  Neubauten mit größeren Wohnungen.
2008 fand zum zehnten Mal das „Rode Loper-Festival“ mit Straßenmarkt, Performances, Musik und Tanz, Filmvorstellung und Aktivitäten für Kinder. Die Museen NiNsee, Uitvaartmuseum, Tropenmuseum und Persmuseum waren gratis zugänglich. Im Gemeinschaftshaus „'t Blijvertje“ wurden Musik und Poesie geboten und das „Historisch Adviesbureau 30-45“, welches sich auf historische Beratung und Information über die Jahre 1900 bis 1945 spezialisiert hat, veranstaltete eine nostalgische Ausstellung mit Musik, Menschen die historisch gekleidet waren. Eine Wohnung in der Oosterparkbuurt wurde im Stil von vor 1945 eingerichtet.

## Weiterführende Literatur
Ton Heijdra, Stomweg gelukkig in Amsterdam-Oost. De geschiedenis van Dapperbuurt, „Oosterparkbuurt“, Weesperzijdestrook en Transvaalbuurt. Uitgeverij René de Milliano, Alkmaar 1996. ISBN 90-72810-16-3.